# Олеховка (приток Уздянки)
Оле́ховка (бел. Алёхаўка) — река в Дзержинском и Узденском районах Минской области, левый приток Уздянки (бассейн Немана).
Длина реки — 17 км, площадь водосборного бассейна — 100 км². Средний наклон водной поверхности 1,3 м/км. Высота устья над уровнем моря — менее 167,9 м.
Начинается в 0,8 км к северу от деревни Малые Гороховищи Дзержинского района, течёт в южном направлении на юго-западных склонах Минской возвышенности, впадает в Уздянку на северо-востоке от деревни Чурилово Узденского района. На всём протяжении канализирована.